# Dan Burincă
Dan Burincă (Sibiu, 17 giugno 1972) è un ex ginnasta rumeno, vincitore della medaglia d'argento agli anelli ad Atlanta 1996.

## Carriera
Ha iniziato la sua carriera artistica nella squadra cittadina del CSȘ Sibiu per poi trasferirsi nel 1987 a Bucarest nel CSA Steaua e giungere, poi, nella squadra olimpica sotto la guida di Dan Grecu, Aurelian Georgescu e Iosif Ferencz.
Partecipò al suo primo evento internazionale nel 1993 al Campionato dei Balcani, guadagnando una medaglia d'oro nella sua disciplina, gli anelli, ed una medaglia di bronzo nel concorso individuale. Prese parte anche ai Mondiali disputati quell'anno in Regno Unito, senza però salire sul podio. L'anno seguente, in Australia, conquistò la prima medaglia internazionale pari merito con il tedesco Valeri Belenki, trionfò ancora con due medaglie l'anno successivo ai Mondiali in Giappone, contribuendo a far vincere alla nazionale rumena la prima medaglia di squadra maschile della disciplina. L'iridato riconoscimento avvenne nel 1996 ad Atlanta posizionandosi secondo solo a Jury Chechi insieme all'ungherese Szilveszter Csollány.
Si ritirò dall'attività agonistica nel 1998 intraprendendo la carriera da allenatore in diverse società e arrivando a vincere il titolo di "allenatore dell'anno" nel 2013. Per i suoi successi, nel 2000, è stato insignito del titolo dell'Ordine del Fedele Servizio.

## Palmarès
| Anno | Manifestazione  | Sede       | Evento  | Risultato | Prestazione | Note |
| ---- | --------------- | ---------- | ------- | --------- | ----------- | ---- |
| 1993 | Mondiali        | Birmingham | Anelli  | 5º        | 9.400       |      |
| 1994 | Europei         | Praga      | Anelli  | 8º        | -           |      |
| 1994 | Mondiali        | Brisbane   | Anelli  | Bronzo    | 9.700       |      |
| 1995 | Mondiali        | Sabae      | Anelli  | Argento   | 9.762       |      |
| 1995 | Mondiali        | Sabae      | Squadre | Bronzo    | 561.947     |      |
| 1996 | Giochi olimpici | Atlanta    | Anelli  | Argento   | 9.756       |      |
| 1996 | Mondiali        | San Juan   | Anelli  | 4º        | 9.712       |      |